# István Tóth
István Tóth-Potya, mais conhecido como István Tóth (Budapeste, Império Austro-Húngaro, 28 de julho de 1891 - Budapeste, Império Austro-Húngaro, 6 de fevereiro de 1945) foi um futebolista húngaro que atuava como atacante.
Tóth jogava no Ferencvárosi TC quando foi convocado para a Seleção Húngara de Futebol que disputaria o torneio de futebol dos Jogos Olímpicos de Verão de 1912. Pela Seleção Húngara, Tóth jogou 19 vezes, marcando 8 gols.
Como técnico, ele foi um visionário, e estava à frente do seu tempo. Na década de 1930, ele já implantava em seus times o conceito de pré-temporada, forçava a barra nos treinos físicos, fazia avaliações individuais dos jogadores e incentivava seus comandados a não guardarem posição e se movimentarem pelo campo todo.
Faleceu aos 53 anos, fuzilado pela Gestapo, a polícia secreta da Alemanha durante o governo nazista. Durante o período da ocupação alemã na Hungria, ele se tornou membro da resistência antifascista húngara após a invasão da Hungria pela Alemanha, ajudando várias centenas de pessoas a escapar da custódia e morte nazistas. Esse ato foi tratado pelos nazistas como traição. Por isso, ele foi preso pela Gestapo no final de 1944 e executado em fevereiro de 1945 pelos aliados húngaros de Hitler, os capangas de Arrow Cross de Szálasi.